# Hapalogastridae
Famille
La Hapalogastridae sont une famille de crustacés décapodes ressemblant à des crabes. 

## Liste des genres
Selon World Register of Marine Species (15 février 2016) :
- genre Acantholithodes Holmes, 1895
- genre Dermaturus Brandt, 1850
- genre Hapalogaster Brandt, 1850
- genre Oedignathus Benedict, 1895
- genre Placetron Schalfeew, 1892

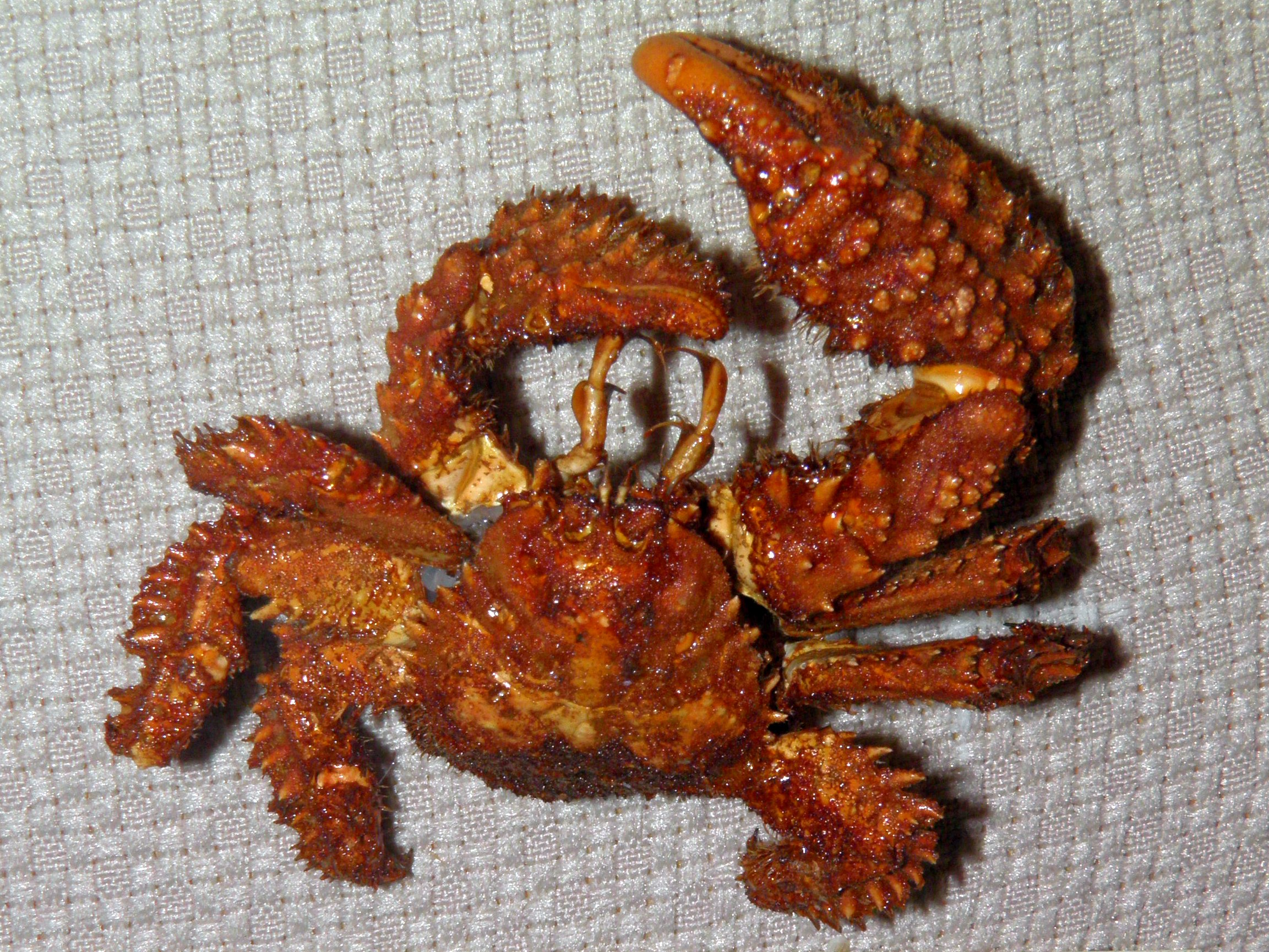
Hapalogaster dentata.
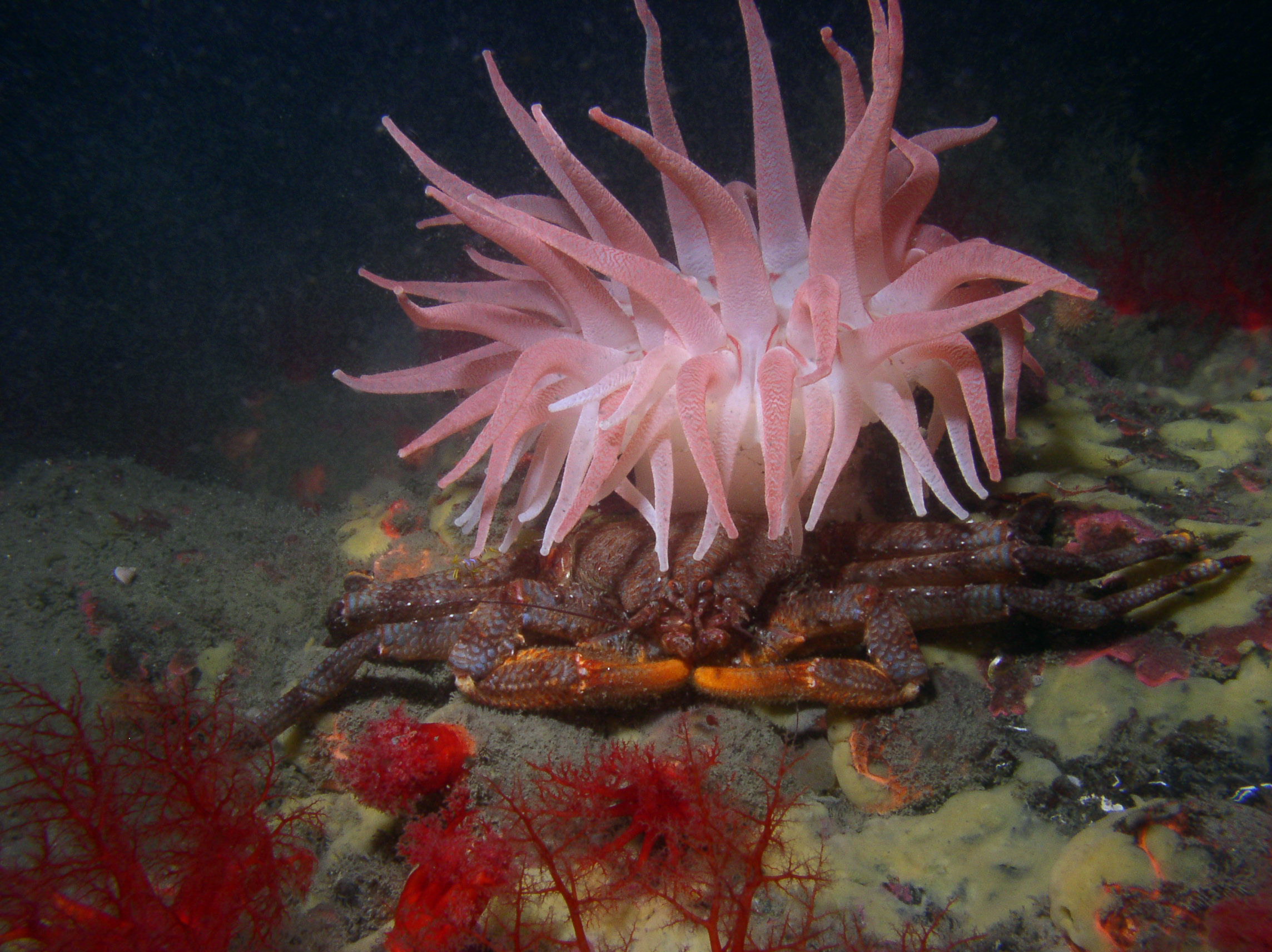
Placetron wosnessenskii prenant refuge sous une anémone (Cribrinopsis fernaldii).